# Rob Houwer

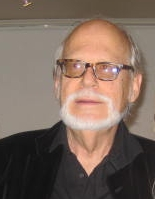
Rob Houwer in 2008

Robert Piet (Rob) Houwer (Hoogeveen, 13 december 1937 – Amsterdam, 4 juli 2025) was een Nederlandse filmproducent, die in de jaren zestig, zeventig en tachtig van de 20e eeuw succes had met films van regisseurs als Volker Schlöndorff en Paul Verhoeven. Hij werd voor zijn werk koninklijk onderscheiden als officier in de Orde van Oranje-Nassau.

## Biografie
Houwer studeerde aan de universiteit van München (filosofie, theaterwetenschappen) en de Hochschule für Fernsehen und Film (regie, scenario, camera). Hij debuteerde in Duitsland als regisseur en tevens producent in 1960 met de korte film Hundstage, als ‘Bester Junger Deutscher Film’ gelauwerd. In 1964 regisseerde hij de korte film Anmeldung, die bekroond werd met een Zilveren Beer op het Filmfest Berlin. Hij ontwikkelde zich vervolgens tot een belangrijke filmproducent in Duitsland, onder andere met Mord und Totschlag en Michael Kohlhaas van Volker Schlöndorff, Tätowierung van Johannes Schaaf en Jagdszenen aus Niederbayern van Peter Fleischmann. 
In februari 1962 was hij als enige Nederlander een van de tien ‘Gründungsmitglieder’ van het zogenoemde Oberhausener Manifest, waarmee de basis werd gelegd voor de ‘nieuwe Duitse film’. In 1967 brak Houwer internationaal door met zijn productie van Schlöndorffs Mord und Totschlag, die op het Filmfestival van Cannes dat jaar werd genomineerd voor de Gouden Palm. De originele soundtrack was verzorgd door Brian Jones, van The Rolling Stones, met medewerking van Led Zeppelin-oprichter Jimmy Page. De toenmalige vriendin van Jones, de Duits-Italiaanse actrice Anita Pallenberg, maakte met de hoofdrol haar debuut. De film werd wereldwijd uitgebracht door Universal Pictures, en was als zodanig de eerste naoorlogse Duitse bioscoopfilm die door een Amerikaanse ‘major studio’ in distributie werd genomen. Datzelfde jaar werd Houwers productie Tätowierung de officiële Duitse inzending voor de 40e editie van de Oscars. In 1969 produceerde hij, wederom met Volker Schlöndorff als regisseur, Michael Kohlhaas, waarin Pallenberg een kleinere rol speelde. De Brit David Warner vertolkte de titelrol in deze eveneens internationaal succesvolle film.
In 1971 produceerde Houwer in Nederland Wat zien ik!? naar de roman van Albert Mol, het regiedebuut van Paul Verhoeven. Houwer produceerde daarna meer films met Verhoeven: Turks fruit (1973) naar de roman van Jan Wolkers, nog steeds (met 3,6 miljoen toeschouwers) de bestbezochte Nederlandse film aller tijden in de bioscoop. In 1973 werd Turks fruit genomineerd voor de Oscar voor beste internationale film tijdens de 46e Oscaruitreiking. Hierna volgden Keetje Tippel (1975), Soldaat van Oranje (1977) en De vierde man (1983), die allen een groot publiek bereikten. Grijpstra & De Gier naar Janwillem van de Wetering en Als je begrijpt wat ik bedoel naar Marten Toonder bereikten evenals de films met Verhoeven een miljoenenpubliek. Laatstgenoemde film, onder supervisie van Rob Houwer en Marten Toonder, is nog steeds de bestbezochte lange Nederlandse animatiefilm aller tijden.
Naast speelfilms produceerde Houwer een reeks lange documentaires voor de bioscoop, onder regie van onder anderen Hans-Jürgen Syberberg, Peter Gehrig, Peter Schamoni, Ger Poppelaars en Frank Krom. In Duitsland produceerde hij eind jaren zestig enkele documentaires over prominenten uit de filmwereld, waaronder Romy Schneider (Romy – Portrait eines Gesichts), Billy Wilder (Billy Wilder. Bericht über einen Hollywood-Regisseur) en Alfred Hitchcock (Was haben Sie mit Jeffersen gemacht, Alfred?). Bij de film Het Grootste van het Grootste - Abraham Tuschinski, in 2002 uitgebracht, werd het commentaar ingesproken door Jeroen Krabbé.
Voor de verfilming van De kleine blonde dood naar Boudewijn Büch, onder regie van Jean van de Velde, ontving Houwer in 1993 het Gouden Kalf voor beste film. In 1999 werd aan hem een tweede Gouden Kalf toegekend, deze keer voor Turks fruit, als 'film van de eeuw'. Zijn plannen om met regisseur Jean van de Velde Soldaat van Oranje 2 te maken, strandden wegens financiële perikelen. In 2006 werd hij door Vrij Nederland van oplichting beschuldigd. Het weekblad claimde bewijzen te hebben dat Houwer bij het maken van het vervolg op Soldaat van Oranje een miljoen achterover had gedrukt. Houwer werd echter door de rechtbank in Amsterdam op alle punten in het gelijk gesteld en ontving een forse schadevergoeding van de maatschappij die de financiering moest regelen. In hetzelfde jaar kwam Houwer met een nieuwe film: Het woeden der gehele wereld, naar de gelijknamige roman van Maarten 't Hart, waarvan hij zelf het scenario schreef, onder het pseudoniem Robert van den Berg. Niet al zijn films waren een even groot succes. De laatste twee films flopten bij pers en publiek en Het woeden der gehele wereld kreeg in 2006 drie Gouden Uien toegekend. Met diens abonnee-tv-zender FilmNet vestigde Rob Houwer in 1985 de allereerste commerciële televisiezender in Nederland. FilmNet is in 1997 opgegaan in het Franse Canal+.
Op 4 november 2022 werd aan Rob Houwer officieel de UNESCO-vlag overhandigd, waarbij de film Soldaat van Oranje als cultureel erfgoed is opgenomen in het Nederlandse Memory of the World-programma van UNESCO.
Houwer overleed op 4 juli 2025 in Amsterdam.

## Films

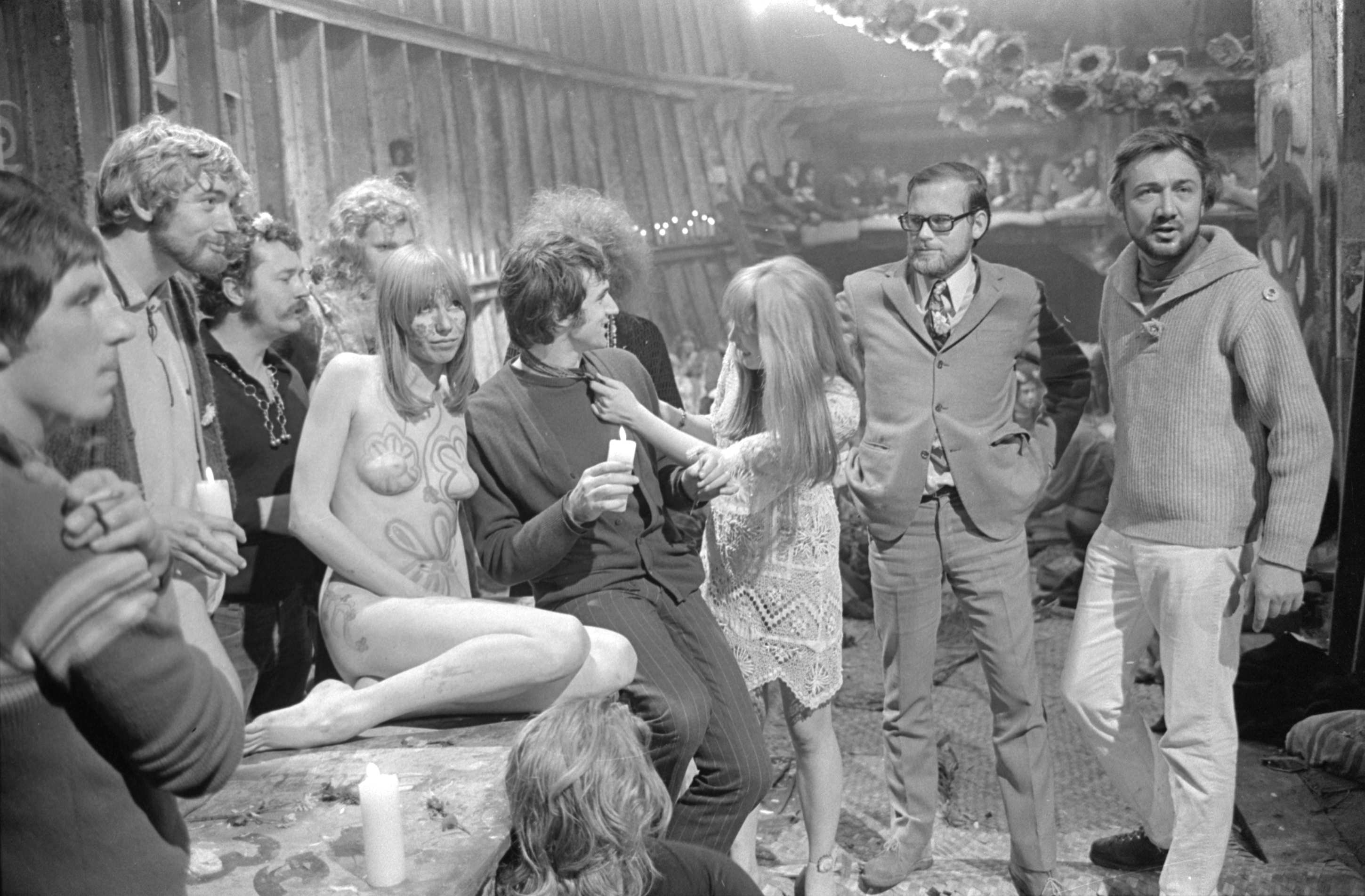
Opnamen film Professor Columbus, 1967. Phil Bloom zit hier links en Rob Houwer staat hier 2e van rechts.

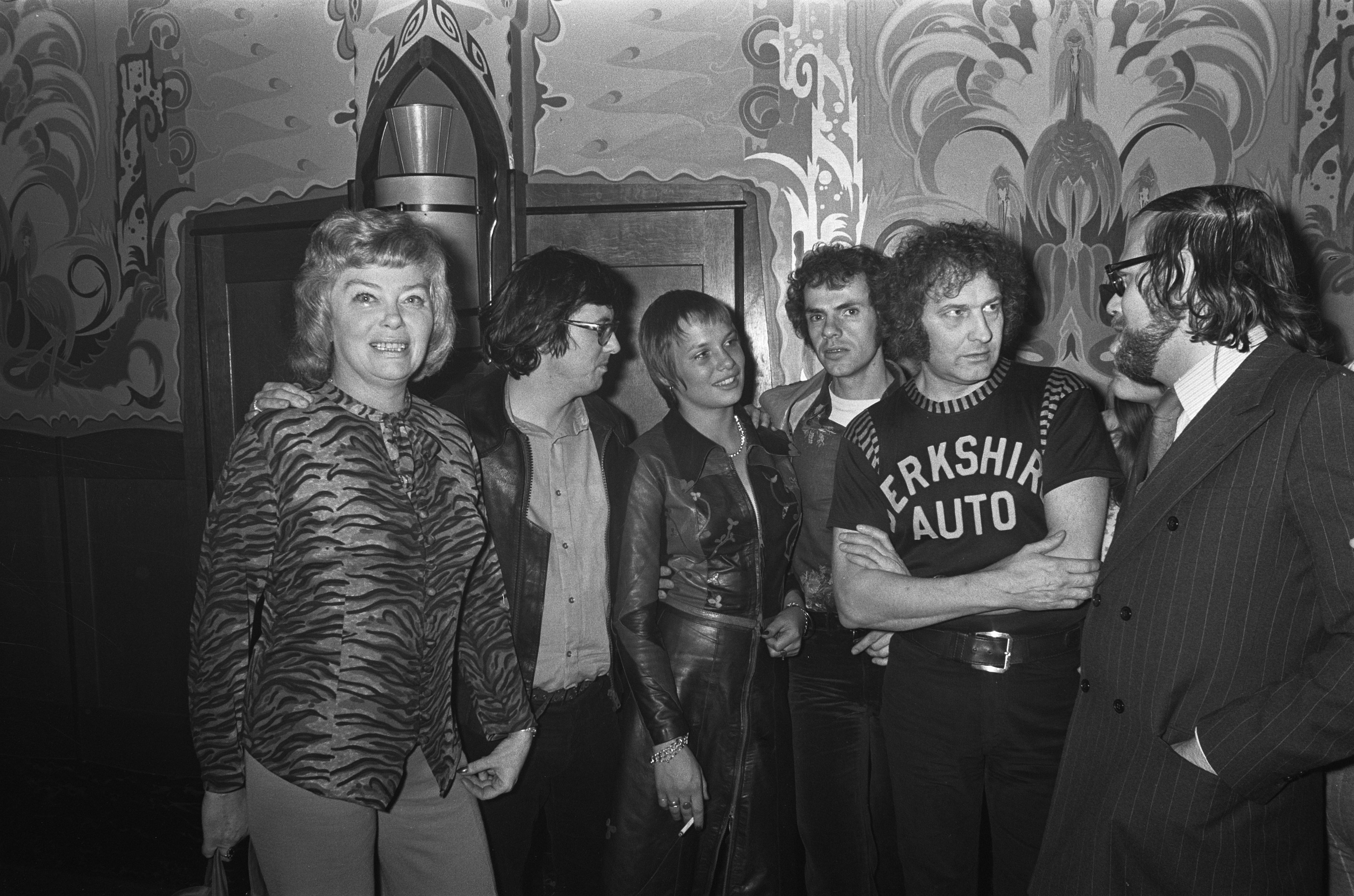
Bij de première van Turks fruit, met v.l.n.r. Tonny Huurdeman, Paul Verhoeven, Monique van de Ven, Jan de Bont, Jan Wolkers en Rob Houwer

- Hütet eure Töchter! (1962), regie Wolf Hart, Eberhard Hauff, Rob Houwer, Walter Krüttner, Karl Schedereit, Franz-Josef Spieker
- Romy – Portrait eines Gesichts (1966), regie Hans-Jürgen Syberberg
- Mord und Totschlag (1967), regie Volker Schlöndorff
- Tätowierung (1967), regie Johannes Schaaf
- Engelchen - oder die Jungfrau von Bamberg (1967), regie Marran Gosov
- Bengelchen liebt kreuz und quer (1968), regie Marran Gosov
- Zuckerbrot und Peitsche (1968), regie Marran Gosov
- Professor Columbus (1968), regie Rainer Erler
- Michael Kohlhaas (1969), regie Volker Schlöndorff
- Jagdszenen aus Niederbayern (1969), regie Peter Fleischmann
- O.k. (1970), regie Michael Verhoeven
- Paragraph 218 – Wir haben abgetrieben, Herr Staatsanwalt (1971), regie Rob Houwer
- Wat zien ik!? (1971), regie Paul Verhoeven
- Grün ist die Heide (1972), regie Harald Reinl
- Turks fruit (1973), regie Paul Verhoeven
- Keetje Tippel (1975), regie Paul Verhoeven
- Soldaat van Oranje (1977), regie Paul Verhoeven
- Grijpstra & De Gier (1979), regie Wim Verstappen
- Hoge hakken, echte liefde (1981), regie Dimitri Frenkel Frank
- De vierde man (1983), regie Paul Verhoeven
- Brandende liefde (1983), regie Ate de Jong
- Als je begrijpt wat ik bedoel (1983), supervisie van Houwer en Marten Toonder (tekenfilm rond Heer Bommel)
- Het bittere kruid (1985), regie Kees van Oostrum
- Van geluk gesproken (1987), regie Pieter Verhoeff
- De gulle minnaar (1990), regie Mady Saks
- De kleine blonde dood (1993), regie Jean van de Velde
- De zeemeerman (1996), regie Frank Herrebout
- Het Grootste van het Grootste - Abraham Tuschinski (2001), regie Ger Poppelaars
- Bigger than James Dean (2004), regie Frank Krom
- Het woeden der gehele wereld (2006), regie Guido Pieters
- Als je verliefd wordt (2012), regie Hans Scheepmaker